# تشارلز غاغنهايم
تشارلز غاغنهايم (بالإنجليزية: Charles Guggenheim)‏ هو منتج أفلام وكاتب سيناريو ومنتج تلفزيوني ومخرج أمريكي، ولد في 31 مارس 1924 في سينسيناتي في الولايات المتحدة، وتوفي في 9 أكتوبر 2002 في واشنطن العاصمة في الولايات المتحدة بسبب سرطان البنكرياس.

## وصلات خارجية
- تشارلز غاغنهايم على موقع IMDb (الإنجليزية)
- تشارلز غاغنهايم على موقع ألو سيني (الفرنسية)
- تشارلز غاغنهايم على موقع أول موفي (الإنجليزية)
- تشارلز غاغنهايم على موقع قاعدة بيانات الأفلام السويدية (السويدية)
- تشارلز غاغنهايم على موقع قاعدة بيانات الفيلم (الإنجليزية)
- تشارلز غاغنهايم على موقع كينوبويسك (الروسية)